# Theodor Eschenburg
Theodor Rudolf Georg Eschenburg (* 24. Oktober 1904 in Kiel; † 10. Juli 1999 in Tübingen) war ein deutscher Politikwissenschaftler, Staatsrechtler und der erste Lehrstuhlinhaber für Politikwissenschaft in Deutschland an der Eberhard-Karls-Universität Tübingen.

## Leben

### Jugend und Ausbildung
Theodor Rudolf Georg Eschenburg war ein Enkel des Lübecker Bürgermeisters Johann Georg Eschenburg und wuchs als Sohn des Seeoffiziers Theodor Eschenburg in einer wohlhabenden Patrizierfamilie auf (siehe zur Familie Eschenburg (Familie)). Er studierte Nationalökonomie und Geschichtswissenschaft an der Eberhard-Karls-Universität Tübingen und der Berliner Friedrich-Wilhelms-Universität. Seit 1924 war er Mitglied der Burschenschaft Germania Tübingen.

### Mitgliedschaft in politischen Parteien
Nach dem Studium wurde Theodor Eschenburg Mitarbeiter des langjährigen Reichsaußenministers und DVP-Chefs Gustav Stresemann, der ein Vorwort zu seiner Dissertation geschrieben hatte. Zu jener Zeit trat er auch der DVP bei. Als diese nach Stresemanns Tod unter dem neuen Vorsitzenden Ernst Scholz deutlich nach rechts rückte, verließ Eschenburg im Sommer 1930 die DVP und trat mit anderen jüngeren Parteimitgliedern wie Josef Winschuh der Deutschen Staatspartei bei, die kurz zuvor aus der Fusion der DDP mit dem Jungdeutschen Orden entstanden war. Bei den Wahlen im September 1930 bewarb er sich erfolglos als Kandidat der Deutschen Staatspartei für den Reichstag. Er war ferner Mitglied des Deutschen Herrenklubs, einer einflussreichen Vereinigung von hochgestellten konservativen Persönlichkeiten.

### Zeit des Nationalsozialismus

#### Mitgliedschaft in der SS
Zum 30. Juni 1933 trat Eschenburg der SS als Anwärter bei und wurde zum 6. März 1934 SS-Mann. Das begründete er in seinen Lebenserinnerungen selbstkritisch mit seinem damaligen Opportunismus. Dass er, wie er auch schrieb, bereits drei Monate später wieder austrat, fand sich nicht in seiner SS-Stammrolle, die später die Politologin Hannah Bethke untersuchte. Michael Naumann hält diese Angabe Eschenburgs für unglaubwürdig.

#### Verbandsarbeit in der Kurzwarenbranche
Vom 1. Juli 1933 an, als die Zusammenarbeit mit Juden in anderen Kreisen bereits nicht mehr opportun war, trat der Historiker Eschenburg als gleichberechtigter Partner des jüdischen Rechtsanwalts Berthold Cohn in eine Sozietät ein, die sich fortan Verbandsbüro Dr. Eschenburg & Dr. Cohn – Geschäftsführung wirtschaftlicher Verbände nannte und in der Kurzwarenbranche tätig war. Es handelte sich um ein renommiertes Wirtschaftsbüro, das vorher jahrelang als Kartellverwaltung Dr. Michel & Dr. Cohn firmiert hatte. Der ebenfalls jüdische Mitinhaber Erwin Michel war nach der Machtergreifung der NSDAP von der SA mehrere Tage in einer Polizeikaserne interniert und misshandelt worden. Nach seiner Freilassung entschied er sich sofort, nach Frankreich zu emigrieren. Cohn selbst fiel zu dieser Zeit unter die zeitweilig geltende Ausnahmeregelung des Frontkämpferprivilegs bei der Verfolgung jüdischer Anwälte und konnte erst einmal weiter als Rechtsanwalt arbeiten.
Das Büro betreute über zwanzig kleinere Verbände, etwa den Verband der Deutschen Wäscheknopfindustrie, den der Perlmuttknopffabrikanten, den der Reissverschlusshersteller und andere. „Es schlichtete Streitigkeiten unter den Betrieben, überwachte Preise, Rabatte, Patentrechte und zog ausstehende Forderungen ein, weil die betreuten Kunden – kleinere und mittlere Betriebe – keine dafür spezialisierte Verwaltung hatten.“ Eschenburg fungierte zunächst als das „arische Aushängeschild“ dieser Kanzlei. Weil sein Sozius Cohn als Jude von den Nationalsozialisten immer mehr bedrängt wurde, emigrierte dieser 1936 in die USA und Eschenburg führte das Büro allein fort.

#### Mitwirkung bei Arisierungen
Aufgrund einer Veröffentlichung von Rainer Eisfeld im Jahr 2011 wurde bekannt, dass Eschenburg als Leiter mehrerer Prüfungsstellen im Rahmen der Reichsgruppe Industrie Ende 1938 (nach den Novemberpogromen) an der „Arisierung“ einer Berliner Kunststofffabrik mitwirkte, die mehrheitlich dem jüdischen Unternehmer Wilhelm Fischbein gehörte. Die Aktenlage ist unvollständig und lässt sich unterschiedlich bewerten. Als Fischbein versuchte, seine Firma nach England zu verlegen, warnte Eschenburg das Reichswirtschaftsministerium vor der möglichen Ausreise, nur drei Tage später empfahl er jedoch das Gegenteil: Fischbein solle einen Pass erhalten und ausreisen dürfen. Eschenburgs Biograf Udo Wengst sieht in diesem Meinungswandel einen Beweis dafür, dass Eschenburg Fischbein schützen wollte.
Rainer Eisfeld legte im Jahr 2014 eine Dokumentation mit neuen Funden vor, aus denen hervorgeht, dass Eschenburg nach dem Anschluss Österreichs 1938 auch an der Arisierung zweier Wiener jüdischer Unternehmen mitwirkte: Eschenburg war im Frühjahr 1938 mit der „Entjudung“ der Wiener Firmen Auerhahn und Blaskopf befasst. Auf seine Anregung wurde dem Reichswirtschaftsministerium empfohlen, die Reißverschlussfirma Auerhahn zu liquidieren und die Firma Blaskopf „zu erhalten und zu entjuden“. Der enteignete Inhaber Max Blaskopf wurde vier Jahre später zusammen mit seiner Frau nach Theresienstadt deportiert, wo die beiden vermutlich 1943 starben.

### Nach dem Zweiten Weltkrieg
Nach dem Zweiten Weltkrieg wurde er Flüchtlingskommissar für das Land Württemberg-Hohenzollern. Von 1947 bis 1951 war er Stellvertreter des Innenministers von Württemberg-Hohenzollern, Geschäftsführer von Industrieverbänden, 1951 Staatsrat und Honorarprofessor für Politikwissenschaft. 1952 wurde er – trotz fehlender Habilitation – Ordinarius für Politikwissenschaft an der Eberhard Karls Universität Tübingen. Er wurde dort Gründungsdirektor des Instituts für Politikwissenschaft. Von 1961 bis 1963 war er Rektor dieser Universität. 1973 wurde Eschenburg emeritiert.
Eschenburg galt seit den 1950er Jahren als einer der besten Kenner der bundesdeutschen Innenpolitik. Bedeutend wurde seine Schrift Herrschaft der Verbände? aus dem Jahr 1955. Von 1957 bis 1970 arbeitete er als politischer Kolumnist der Wochenzeitung Die Zeit, für die er bis ins hohe Alter tätig blieb; die Beiträge sind in deren Archiv frei zugänglich. Ebenso war er 1951 an der Gründung der Kommission für Geschichte des Parlamentarismus und der politischen Parteien in Bonn beteiligt.
Am 22. Juni 1955 wählte der Landtag von Baden-Württemberg Eschenburg mit 70 von 86 Stimmen zum Richter am Staatsgerichtshof für das Land Baden-Württemberg in der Gruppe der Mitglieder ohne Befähigung zum Richteramt. Er wurde 1958 und 1967 wiedergewählt und gehörte dem Gericht bis 1976 an.

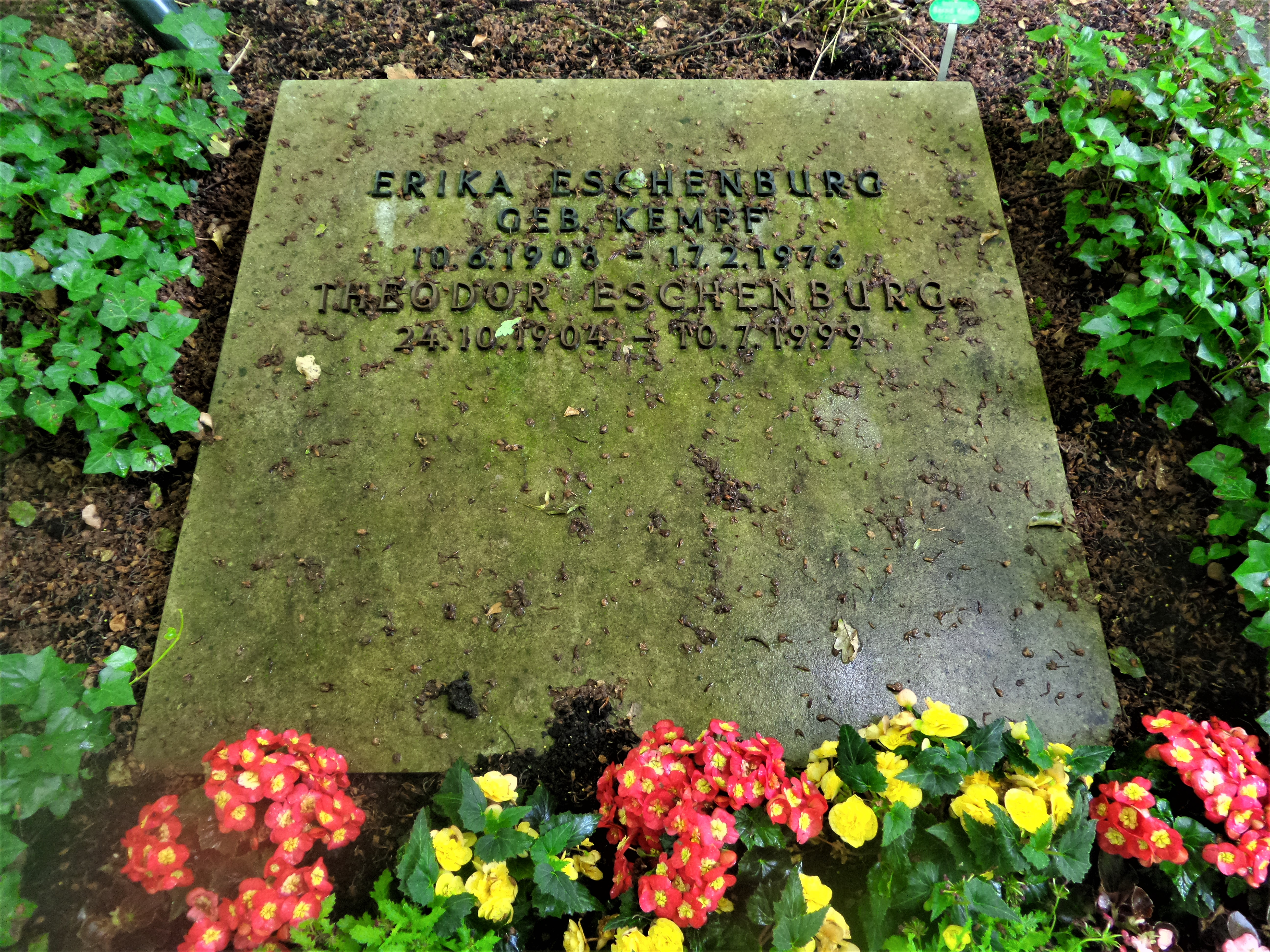
Grab von Theodor Eschenburg auf dem Tübinger Bergfriedhof

Eschenburg war Mitherausgeber der Vierteljahrshefte für Zeitgeschichte, als diese im Juli 1961 den sogenannten Lösener-Bericht platzierte, den Bernhard Lösener 1950 in der Absicht verfasst hatte, sich und Hans Globke von jeder Art Beteiligung an den Nürnberger Rassegesetzen und damit an der Endlösung freizusprechen. Eschenburg selbst stellte sich in der Zeit ausdrücklich hinter Globke und dessen Haltung im Nationalsozialismus, ebenfalls in der Absicht, in der Globke-Affäre den in der DDR erhobenen Beschuldigungen Paroli zu bieten.
Der 1972 gefasste Radikalenerlass, der vor allem viele Linke traf und deren Einstellung in den öffentlichen Dienst verhinderte, wurde von Ministerpräsident Filbinger in Übereinstimmung mit Eschenburg auf die bundespolitische Agenda gesetzt. Eschenburg hatte 1971 in der ZEIT politische Maßnahmen gegen die „linke Subversion“ gefordert und erklärt, die Mitgliedschaft in der DKP sei ausreichend für die Nichtzulassung zum Staatsdienst, auch wenn die DKP nicht verboten sei.
Im März 1989 wurde Eschenburg (inzwischen 85) aus dem Präsidium des Goethe-Instituts verabschiedet.
Er wurde neben seiner Frau Erika auf dem Tübinger Bergfriedhof bestattet.

## Ehrungen
- 1960: Schillerpreis der Stadt Mannheim
- 1961: Karl-Bräuer-Preis des Bundes der Steuerzahler
- 1967: Großes Verdienstkreuz des Verdienstordens der Bundesrepublik Deutschland
- 1968: Pour le mérite für Wissenschaften und Künste
- 1972: Großes Verdienstkreuz mit Stern des Verdienstordens der Bundesrepublik Deutschland
- 1975: Verdienstmedaille des Landes Baden-Württemberg[17]
- 1983: Heinz Herbert Karry-Preis
- 1985: Großes Verdienstkreuz mit Stern und Schulterband des Verdienstordens der Bundesrepublik Deutschland
- 1985: Ehrendoktorwürde der Philosophischen Fakultät der Universität Augsburg
- 1985: Ehrenbürger von Tübingen
- 1986: Großkreuz des Verdienstordens der Bundesrepublik Deutschland
- 1991: Reinhold Maier-Medaille der Reinhold-Maier-Stiftung

## Eschenburg-Debatte
Die sogenannte Eschenburg-Debatte, eine heftige und langwierige Auseinandersetzung über Eschenburgs Rolle in der Zeit des Nationalsozialismus, begann im Jahr 2011 nach Rainer Eisfelds Veröffentlichung zu Eschenburgs Mitwirkung beim „Arisierungsfall Fischbein“ (siehe oben).
Die Eschenburg-Debatte drehte sich insbesondere um die Frage, ob der Theodor-Eschenburg-Preis umbenannt werden sollte, mit dem die Deutsche Vereinigung für Politische Wissenschaft (DVPW) seit 2003 alle drei Jahre das Lebenswerk von Politikwissenschaftlern gewürdigt hatte. Die bisherigen Preisträger waren Gerhard Lehmbruch (2003), Helga Haftendorn (2006), Wilhelm Hennis (2009) und Claus Offe (2012). Die DVPW gab ein Gutachten in Auftrag. Das von Hannah Bethke erstellte Gutachten plädierte für eine Umbenennung des Preises. Auf dem DVPW-Kongress im September 2012 wurde über den künftigen Umgang mit dem Theodor-Eschenburg-Preis diskutiert. Der Preisträger des Jahres 2012, Claus Offe, sprach sich in seiner Dankesrede ebenfalls für eine Umbenennung aus. Als Gründe nannte er neben den belegten „Verstrickungen“ die institutionenfreundliche, unkritische Haltung Eschenburgs gegenüber den Entwicklungen in Westdeutschland nach 1945, die er als wenig vorbildhaft für das Fach ansieht, sowie Eschenburgs Unvermögen, auch im Abstand von mehreren Jahrzehnten ansatzweise so etwas wie Selbstkritik zu seiner Rolle im Dritten Reich aufzubringen (beispielsweise in seinen Memoiren).
In einem offenen Brief forderten am 15. Oktober 2013 über 100 Politikwissenschaftler, darunter einige ehemalige DVPW-Vorsitzende sowie die beiden Theodor-Eschenburg-Preisträger Helga Haftendorn und Gerhard Lehmbruch, den DVPW-Vorstand auf, den Preisnamen beizubehalten. Am 25. Oktober 2013, unmittelbar vor der Entscheidung, setzte sich auch der frühere Kulturstaatsminister Michael Naumann für die Beibehaltung ein; er schrieb einen Zeitungsartikel, den die FAZ abdruckte (Titel Ein Fall von Opportunismus bei unumstrittener Lebensleistung).
Vorstand und Beirat der DVPW beschlossen am 26. Oktober 2013 einstimmig, den Preis nicht mehr zu verleihen, weil er seine „integrierende Funktion“ nicht mehr erfüllen könne. Gleichwohl sei damit „ausdrücklich keine abschließende Beurteilung des Verhaltens Theodor Eschenburgs in der NS-Zeit und danach verbunden“. Die Entscheidung und vor allem ihre inhaltliche Begründung lösten wiederum Protest aus. In der FAZ wurde die Entscheidung heftig kritisiert, ebenso von mehreren Fachvertretern. Sibylle Krause-Burger, die in den 1950er Jahren bei Eschenburg studiert hatte, verteidigte Eschenburg als einen „Wächter über die Demokratie“, der die „posthume Beschneidung seiner Ehre“ nicht verdient habe. Die ehemaligen DVPW-Vorsitzenden Gerhard Lehmbruch, Christine Landfried und Jürgen W. Falter traten kurz vor bzw. nach der Entscheidung aus der Vereinigung aus. Christine Landfried bewertete die Entscheidung als „Blamage für die DVPW und obendrein feige“. Negative Urteile über das Verhalten eines Menschen müsse man auf „beweiskräftige Belege“ gründen können, die aber bis dato gar nicht vorhanden seien. Somit sei eine grundlegende wissenschaftliche Regel verletzt worden. Claus Offe hielt hingegen an seinem Standpunkt fest, Eschenburg sei nicht mehr „über wissenschaftliche, moralische und politische Einwände erhaben“, da seine Verstrickung in das NS-Regime „erwiesen scheint“. Eschenburg tauge daher nicht mehr als Namensgeber für einen hochrangigen Wissenschaftspreis, zumal es unproblematische Alternativen gäbe, etwa Ernst Fraenkel als Namensgeber oder den Verzicht auf die Benennung nach einer Person.
Zum Verhalten Eschenburgs im „Arisierungsfall Fischbein“ schrieben Hans Woller und Jürgen Zarusky, Chefredakteur bzw. stellvertretender Chefredakteur der Vierteljahrshefte für Zeitgeschichte, im Jahr 2013: „Eschenburg trat in professioneller Funktion als Leiter einer Prüfungsstelle der Reichsgruppe Industrie auf und machte dabei nicht einfach nur am Rande, sondern durchaus initiativ und beflissen mit… Die von Rainer Eisfeld und Hannah Bethke präsentierten Belege sprechen hier eine eindeutige Sprache.“ Rainer Eisfeld vom IfZ kam 2014 zu der Bewertung: „Eschenburg erweist sich als Beispiel eines konservativen Nicht-Nationalsozialisten (‚staatskonservativ‘, in seinen Worten), der, obgleich er persönliche Kontakte zu Juden aufrechterhielt, sich beflissen in den Dienst des rassistischen Regimes stellte.“ Im Fall des österreichischen Unternehmens von Max Blaskopf, der um 1943 im KZ Theresienstadt starb, „scheint er bei der ‚Entjudung‘ über jedes bürokratische Maß hinaus beteiligt gewesen zu sein“, urteilte Willi Winkler in der Süddeutschen Zeitung. Eisfeld selbst sagte: „Bestürzend finde ich, dass er offenbar mit einer gewissen Beflissenheit bei der Sache war. So hat er in einem Brief an das Reichswirtschaftsministerium von 1939 seinen Rat, die Reißverschlussfirma Auerhahn zu liquidieren, noch einmal bekräftigt.“ Eschenburgs Biograf Udo Wengst äußerte hingegen im November 2014, einen besonderen Eifer Eschenburgs könne er nicht erkennen. Wengst warnte, man solle mit Urteilen vorsichtig sein, denn die Quellenlage sei trotz Eisfelds Entdeckungen sehr lückenhaft.

## Schriften
- Das Kaiserreich am Scheideweg. Bassermann, Bülow und der Block. Nach unveröffentlichten Papieren aus dem Nachlass Ernst Bassermanns, mit einer Einleitung von Gustav Stresemann, Verlag für Kulturpolitik, Berlin 1929, DNB 570147476 (Philosophische Dissertation, Universität Berlin 1929, 65 Seiten).
- Der Beamte in Partei und Parlament, Metzner, Frankfurt am Main 1952.
- Verfassung und Aufbau des Südweststaates, Vorwerk, Stuttgart 1952.
- Staat und Gesellschaft in Deutschland, Schwab, Stuttgart 1956.
- Der Sold des Politikers, Seewald, Stuttgart 1959.
- Ämterpatronage, Schwab, Stuttgart 1961.
- Die Rolle der Persönlichkeit in der Krise der Weimarer Republik: Hindenburg, Brüning, Groener, Schleicher. In: Vierteljahrshefte für Zeitgeschichte, Heft 1, 1961 (online; PDF; 5,3 MB).
- Zur politischen Praxis in der Bundesrepublik. Kritische Betrachtungen, 3 Bände, Piper, München 1961–1972.
- Die improvisierte Demokratie. Gesammelte Aufsätze zur Weimarer Republik, Piper, München 1963.
- Globke. In: T. E.: Zur politischen Praxis in der Bundesrepublik. Band 1: Kritische Betrachtungen 1957–1961, Piper, München 1967, S. 246–250 (zuerst in: Die Zeit).
- Matthias Erzberger. Der große Mann des Parlamentarismus und der Finanzreform, Piper, München 1973, ISBN 3-492-00339-7.
- Über Autorität. Suhrkamp, Frankfurt 1976, ISBN 3-518-06678-1.
- Republik im Stauferland. Baden-Württemberg nach 25 Jahren. Herausgegeben von T. E. und Ulrich Frank-Planitz, DVA, Stuttgart 1977.
- Gustav Stresemann. Eine Bildbiographie. T. E. und Ulrich Frank-Planitz. DVA, Stuttgart 1978, ISBN 3-421-01840-5.
- Jahre der Besatzung: 1945–1949. DVA, Stuttgart 1983 (= Geschichte der Bundesrepublik Deutschland, Band 1) (Mit einem einleitenden Essay von Eberhard Jäckel)., ISBN 3-7653-0328-3.
- Die Republik von Weimar. Beiträge zur Geschichte einer improvisierten Demokratie. Piper, München 1984.
- Anfänge der Politikwissenschaft und des Schulfaches Politik in Deutschland seit 1945, Universität Augsburg 1986 (= Augsburger Universitätsreden, H. 7).
- Spielregeln der Politik. Beiträge und Kommentare zur Verfassung der Republik. DVA, Stuttgart 1987.
- Das Jahrhundert der Verbände. Lust und Leid organisierter Interessen in der deutschen Politik, Siedler, Berlin 1989, ISBN 3-88680-362-7.
- „Also hören Sie mal zu.“ Geschichte und Geschichten 1904–1933. Siedler, München 1990, ISBN 978-3-8868-0018-6.
- „Letzten Endes meine ich doch.“ Erinnerungen 1933 bis 1999. Siedler, Berlin 2000, ISBN 978-3-8868-0701-7.